# Smyriodes aplectaria
Espèce
Smyriodes aplectaria est une espèce d'insectes lépidoptères de la famille des Geometridae qui vit en Australie.